# Clark Gable
William Clark Gable (ngày 1 tháng 2 năm 1901 – ngày 16 tháng 11 năm 1960) là một nam diễn viên điện ảnh Hoa Kỳ, được biết đến nhiều qua vai Rhett Butler trong bộ phim năm 1939 về nội chiến Mỹ Cuốn theo chiều gió, đóng cặp cùng Vivien Leigh. Rhett đã mang đến cho ông đề cử Giải Oscar cho nam diễn viên chính xuất sắc nhất; ông cũng giành giải Oscar cho phim It Happened One Night (1934) và được một đề cử cho vai diễn trong phim Mutiny on the Bounty (1935). Những vai diễn đáng nhớ tiếp theo là trong Run Silent, Run Deep và trong bộ phim cuối cùng The Misfits (1961), đóng cùng Marilyn Monroe và đây cũng là lần cuối cùng xuất hiện trên màn ảnh của cả hai người.
Trong sự nghiệp điện ảnh huy hoàng của mình, Gable thường đóng cặp cùng những nữ diễn viên nổi tiếng nhất của thời đại. Joan Crawford, người mà Gable rất thích làm việc cùng, đã đứng cạnh ông trong 8 bộ phim, Myrna Loy đóng cùng ông 7 lần, và ông cũng cùng diễn với Jean Harlow trong 6 bộ. Gable cũng đóng cặp cùng Lana Turner trong 3 phim, và với Norma Shearer 3 lần. Gable luôn ở trong top những ngôi sao danh tiếng nhất của thập niên 30.

## Thời niên thiếu
Clark Gable sinh ra tại Cadiz, Ohio, con của William Henry "Bill" Gable, một nhà khoan giếng dầu  and Adeline Hershelman, of German và Irish  phá sản. Ông bị nhầm lẫn là nữ trong giấy chứng sinh. Tên khai sinh của ông là William Clark Gable, nhưng trong hộ khẩu, văn bằng và các giấy tờ liên quan thì lại mang một tên khác. "William" là để tưởng nhớ cha ông. "Clark" là tên trước khi lấy chồng của bà ngoại ông. Thời thơ ấu ông thường được gọi là "Clark"; vài người bạn gọi ông là "Clarkie", "Billy" hay "Gabe".
Khi ông được sáu tháng tuổi, mẹ ông rửa tội theo nghi thức Công giáo cho ông. Bà mất khi ông mới 10 tháng tuổi bởi bệnh u não. Sau cái chết của bà, nhà nội Gable không chấp nhận nuôi ông như một tín đồ Công giáo và đồng ý cho ông có thời gian sống với nhà ngoại theo Công giáo, ông bác Charles Hershelman, tại trang trại của ông ở Vernon, Pennsylvania.
Tháng 4 năm 1903, cha Gable father tái giá với Jennie Dunlap, đến từ một thị trấn nhỏ lân cận Hopedale. Gable là một đứa trẻ cao lớn nhưng hay mắc cỡ và nói âm khó nghe. Sau khi cha cậu tậu đất và xây nhà, một gia đình mới được tạo dựng ở nơi này. Jennie hay biểu diễn dương cầm và dạy học cho cậu con ghẻ tại nhà, và cậu bé có thể chơi được nhạc khí đồng. Bà cũng để Gable ăn mặc đẹp và chải chuốt khiến cậu nổi trội hẳn so với bạn bè đồng trang lứa. Gable có thiên hướng trong cơ khí và thích nghiên cứu sửa chữa ô tô cùng cha cậu. Mặc dù người cha luôn muốn cậu có những thú vui nam tính như săn bắn và thể thao nhưng Gable lại thích thơ ca. Cậu có thể ngâm Shakespeare, đặc biệt là những bài sonnet. Will Gable đồng ý mua một bộ 72 tập những tác phẩm kinh điển thế giới để nâng cao học vấn của con trai, nhưng lại không muốn thấy cậu sử dụng nó. Năm 1917, khi Gable vào trung học, cha cậu phá sản. Will quyết định chuyển qua làm nông trại và gia đình chuyển tới Ravenna, giáp Akron. Gable không thích nghi được với vùng đất mới. Mặc dù cha cậu muốn cậu kế nghiệp ở trang trại nhưng Gable vẫn đến làm việc tại nhà máy sản xuất cà vạt B. F. Goodrich.
Năm 17 tuổi, Gable nuôi giấc mộng diễn xuất sau khi xem vở kịch The Bird of Paradise, nhưng ông không thể thực sự khởi nghiệp cho đến mãi năm 21 tuổi và nhận quyền thừa kế. Lúc đó, mẹ kế Jennie qua đời và cha ông bỏ tới Tulsa để quay lại kinh doanh dầu. Gable tìm việc trong một nhà hát hạng hai, sau đó lại đến Portland, Oregon và xin một chân bán hàng trong hiệu tạp hoá. Tại đây, ông gặp nữ diễn viên Laura Hope Crews, bà đã khuyến khích ông trở lại với sân khấu và xin vào một rạp hát khác. Thầy dạy của ông là giám đốc một rạp hát ở Portland, Oregon, bà Josephine Dillon (nhiều hơn ông 17 tuổi). Dillon chi tiền cho ông sửa răng và làm tóc. Bà cũng hướng dẫn ông hoàn chỉnh hình thể và dáng điệu và chú ý dạy ông luyện giọng cao, để chất giọng có âm vực hay hơn. Khi giọng nói được cải thiện, sự biểu lộ nét mặt của ông cũng tự nhiên và giàu sức thuyết phục hơn thấy rõ. Sau một thời gian dài khổ luyện, Dillon bắt đầu đưa Gable đến điện ảnh.

## Sự nghiệp

### Sân khấu và phim câm
Năm 1924, với sự tài trợ của Dillon, cả hai đặt chân đến Hollywood, Dillon trở thành quản lý của Gable và hai người kết hôn. Ông đặt nghệ danh là Clark Gable. và đóng vai phụ trong một số phim câm như The Plastic Age (1925), nữ chính Clara Bow, và Forbidden Paradise, cũng với loạt phim hài The Pacemakers. Ông cũng xuất hiện trong những vai quần chúng trong một số phim ngắn. Tuy nhiên, Gable không được diễn bất kì một vai chính nào nên ông quay trở lại với sân khấu, trở thành bạn thâm giao với Lionel Barrymore, mặc dù ông này đã chê bai diễn xuất không chuyên của Gable nhưng vẫn khuyễn khích ông theo nghiệp sân khấu. Suốt mùa diễn 1927-28, Gable diễn trong đoàn Laskin Brothers Stock ở Houston và được phân khá nhiều vai, trở thành ngôi sao kịch nghệ trong vùng. Sau đó Gable tới New York và Dillon tìm việc cho ông tại Broadway. Ông tạo được ấn tượng với Machinal, Morning Telegraph nhận xét "Anh ấy trẻ, đầy sinh khí và nam tính mạnh mẽ". Ảnh hưởng của đại khủng hoảng kinh tế và sự ra đời của phim âm thanh khiến cho nhiều vở diễn trong mùa 1929-30 bị ngưng trệ, các vai diễn trở nên khó kiếm.

### Thành công buổi đầu
Năm 1930, sau vai diễn ấn tượng Killer Mears, một kẻ liều mạng trong vở The Last Mile, Gable được ký hợp đồng với Metro–Goldwyn–Mayer. Vai diễn đầu tiên trong phim âm thanh của ông là một vai phản diện trong The Painted Desert (1931). Ông nhận được rất nhiều thư của người hâm mộ vì giọng nói cùng diễn xuất mạnh mẽ. Và nhà đài đã để ý tới ông.
Cùng năm đó, Gable và Josephine Dillon li dị. Ít lâu sau, ông cưới một phụ nữ giàu có và quyền lực ở Texas, bà Ria Franklin Prentiss Lucas Langham. Sau khi tới California, họ làm đám cưới lại năm 1931, do sự khác biệt về pháp luật giữa các bang.
"Tai anh ta quá lớn và trông như một con khỉ cắt đuôi", quản lý Darryl F. Zanuck của Warner Bros nhận xét về Clark Gable sau khi ông thử vai chính cho phim gangster Little Caesar (phim) (1931). Sau vài lần thất bại, Gable được chấp nhận bởi Irving Thalberg của MGM và móc nối được với Minna Wallis làm quản lý. Bà là một phụ nữ quen biết rộng, là chị gái của đạo diễn Hal Wallis và rất thân với Norma Shearer.
Gable đặt chân đến Hollywood đúng vào thời điểm MGM đang cần tìm kiếm nam diễn viên. Ông chủ yếu đóng những vai phụ và thường là vai phản diện. Giám đốc công chúng của MGM - Howard Strickland đã giúp Gable quảng bá hình ảnh. MGM cũng thường để ông cặp đôi bên cạnh những nữ minh tinh danh giá của hãng. Joan Crawford đã mời ông diễn cùng mình trong Dance, Fools, Dance (1931). Gable trở nên nổi tiếng và quen thuộc với công chúng qua những bộ phim như A Free Soul (1931), trong này ông diễn một tay gangster đã tát nhân vật của Norma Shearer (Gable không bao giờ diễn một vai phụ nào nữa sau cái tát này). The Hollywood Reporter viết "Một ngôi sao đã được sinh ra, và đó, theo như chúng ta ước đoán, sẽ làm lu mờ mọi ngôi sao khác... Chưa bao giờ chúng ta thấy khán giả kích động mãnh liệt bằng như khi Clark Gable bước ngang qua màn bạc". Ông tiếp tục với Susan Lenox (Her Fall and Rise) (1931) cùng Greta Garbo, và Possessed (1931) với Joan Crawford và dấy lên một loạt chuyện "phim giả, tình thật". Adela Rogers St. John cho rằng "chuyện tình này gần như đã đốt cháy Hollywood." Louis B. Mayer đe dọa cắt hợp đồng của cả hai và Gable chuyển hướng sang Marion Davies. Tuy nhiên, Gable và Garbo vô cùng ghét nhau. Bà nghĩ ông là một diễn viên trơ như củi còn ông thì coi bà là một bà cô hợm hĩnh.

### Trở thành minh tinh

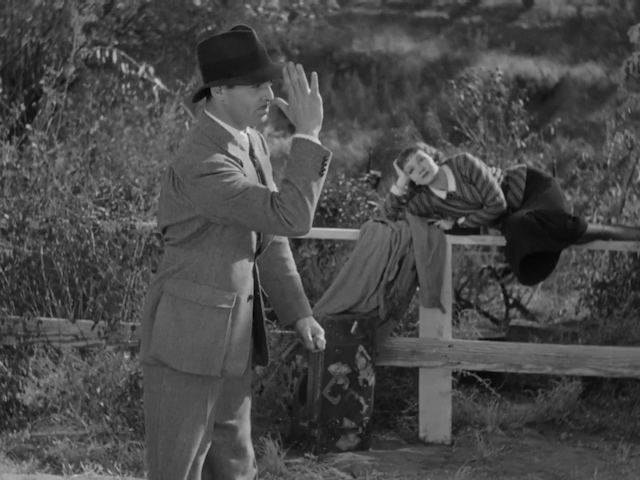
với Claudette Colbert trong It Happened One Night (1934)

Gable là ứng cử viên nặng ký cho vai chính trong Tarzan nhưng bị mất vào tay Johnny Weissmuller vì không dẻo dai và bơi lội giỏi bằng. Gable đóng cặp tình nhân cùng Jean Harlow trong Red Dust (1932), điều này đẩy ông lên vị trí hàng đầu của MGM. Sau Hold Your Man (1933), MGM bắt đầu gây dựng hình ảnh uyên ương vàng Gable-Harlow, ghép đôi hai người trong nhiều phim như China Seas (1935) và Wife vs. Secretary (1936). Một sự phối hợp kinh điển, trên màn ảnh và ngoài màn ảnh, Gable và Jean Harlow đã có cùng nhau 6 bộ phim, tiêu biểu như Red Dust (1932) và Saratoga (1937). Harlow qua đời vì suy thận trong lúc làm phim Saratoga. Đã hoàn thành được 90%, bộ phim vẫn tiếp tục với ít nhiều vấn đề; Gable nói rằng ông cảm thấy như thể mình "ở trong vòng tay của hồn ma".
Gable không phải sự lựa chọn đầu tiên cho vai Peter Warne trong It Happened One Night. Robert Montgomery là ứng cử viên số 1, nhưng ông cảm thấy kịch bản quá đơn điệu. Bộ phim bắt đầu một cách căng thẳng, nhưng cả Gable và Frank Capra đều rất hứng thú. 

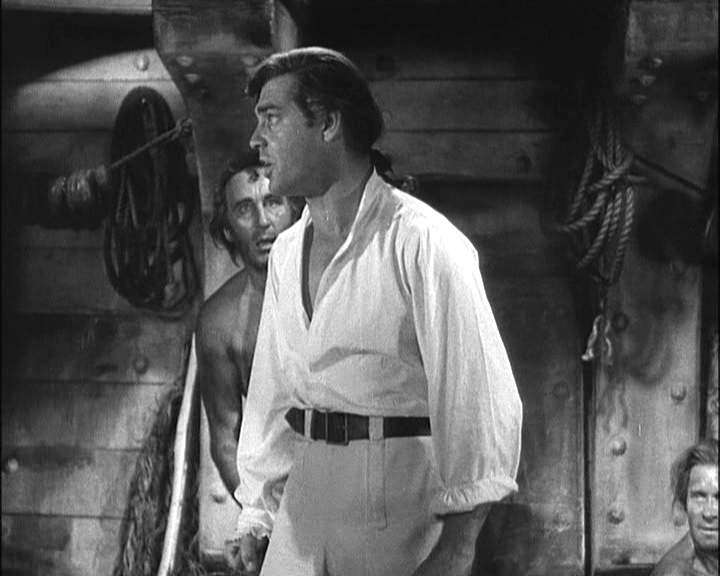
vai Fletcher Christian trong Mutiny on the Bounty (1935)

It happen one night là một thành công vĩ đại, là phim đầu tiên đoạt cả ngũ đại giải Oscar mà cho đến nay cũng mới chỉ có hai phim lặp lại kỉ lục này. Gable giành được Giải Oscar cho nam diễn viên chính xuất sắc nhất và tầm cỡ ngôi sao của ông cũng lớn hơn rất nhiều.
Gable cũng nhận được một đề cử Oscar với vai Fletcher Christian trong Mutiny on the Bounty năm 1935. Năm tiếp theo, ông có một loạt phim thành công rực rỡ, đem lại cho Gable danh hiệu "Ông hoàng của Hollywood" năm 1938. Danh hiệu này được lần đầu sử dụng bởi Spencer Tracy, bắt nguồn từ khi Ed Sullivan đề xướng một cuộc bình chọn trên bài báo của mình và hơn hai mươi triệu người hâm mộ đã bầu Gable 'Ông hoàng' và Myrna Loy 'Nữ hoàng' của Hollywood. Tuy danh hiệu này giúp sự nghiêph ông thăng tiến rất nhiều nhưng Gable vẫn cảm thấy mệt mỏi vì nó, sau này ông nói "Cái danh hão 'Ông hoàng' thật nhảm nhí... Tôi chỉ là một gã cục cằn đến từ Ohio. Tôi xuất hiện đúng nơi và đúng lúc". Từ thập niên 30 cho đến đầu những năm 40, ông thường được xem như là ngôi sao danh tiếng nhất hành tinh.

### Cuốn theo chiều gió

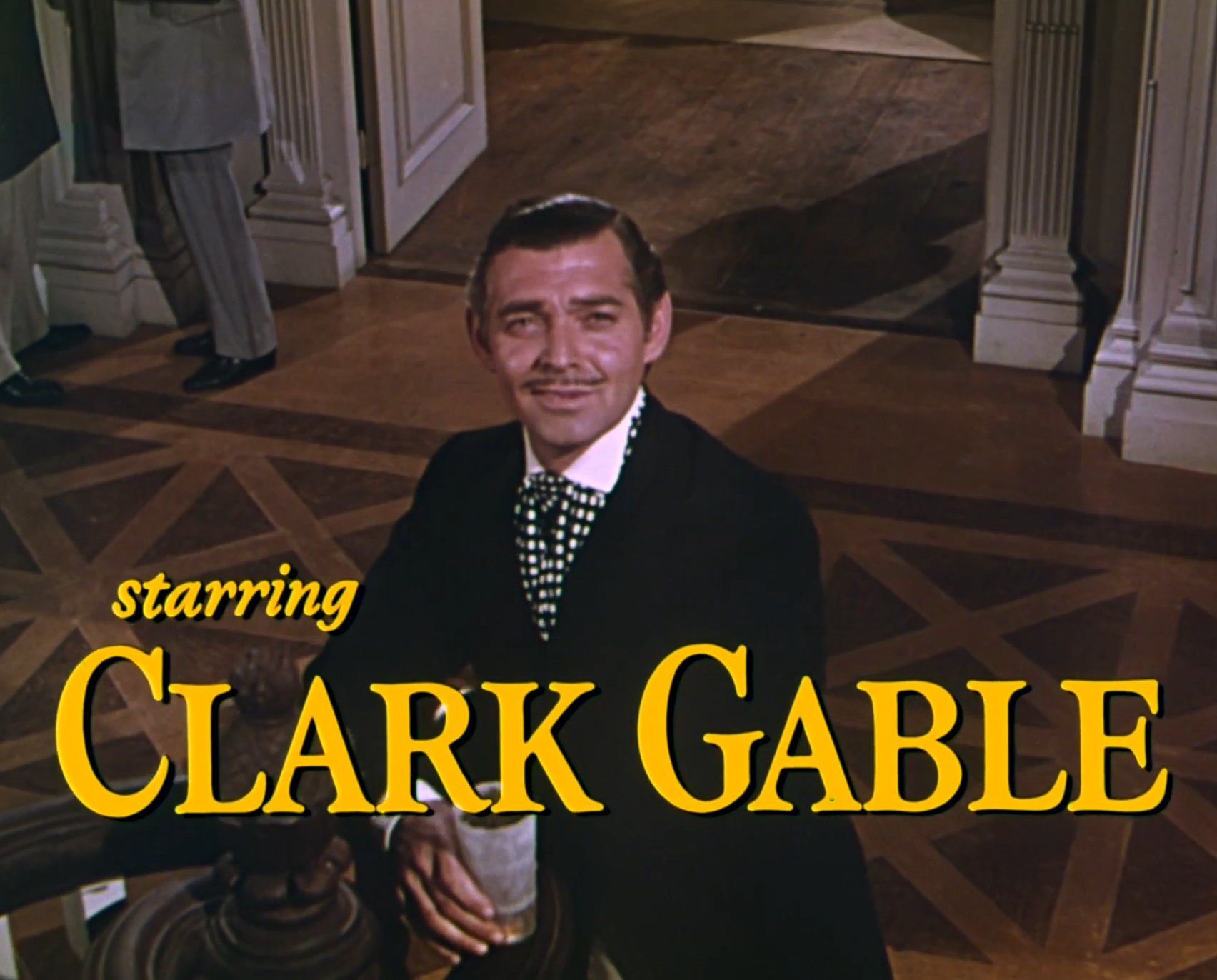
Vai Rhett Butler trong "Cuốn theo chiều gió"

Năm 1939, nhờ Rhett Butler - hình tượng đã gắn liền với ông, Clark Gable nhận được một đề cử Oscar nam chính. Cuốn theo chiều gió đã đưa sự nghiệp của Gable lên đến đỉnh cao, ông cũng là một trong số ít những nam diễn viên đóng vai chính trong 3 bộ phim dành Oscar phim hay nhất.

## Đời tư

### Kết hôn với Carole Lombard
Năm 1939, Clark Gable kết hôn cùng Carole Lombard, người vợ thứ ba và có lẽ là người ông yêu thương nhất trong cuộc đời đa tình của mình. Lombard là một ngôi sao thành công rực rỡ và có thu nhập cao chót vót. Sắc đẹp rạng rỡ với mái tóc vàng óng ả cùng cá tính của bà đã thu hút Gable hơn bao giờ hết. Cặp uyên ương đã có những tháng ngày hạnh phúc nhất trong đời nhưng cũng không kéo dài lâu. Ngày 16 tháng 1 năm 1942, sau khi hoàn thành bộ phim thứ 57 và cũng là bộ phim cuối cùng của mình, To Be or Not to Be, Carole gặp tai nạn máy bay ở một ngọn núi gần Las Vegas, toàn bộ hành khách tử nạn, có cả mẹ của Carole và chuyên gia quảng cáo của MGM Otto Winkler (chứng nhân đám cưới của Gable và Lombard). 

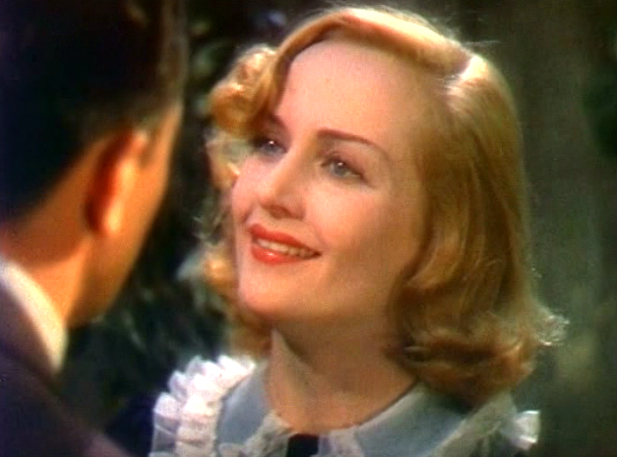
Carole Lombard

Gable rơi vào tuyệt vọng trầm trọng trong nhiều tháng trời và say khướt suốt ngày. Sau đó ông đã cố vực dậy, dành hết tâm sức cho đóng phim. Ông cũng kết hôn thêm hai lần nữa nhưng theo lời đồng nghiệp nhận xét, trái tim ông dường như đã chôn theo Lompard.

### Con cái
Gable có một con gái ngoài giá thú, Judy Lewis,, kết quả của mối tình vụng trộm với nữ diễn viên Loretta Young từ khi bắt đầu quay bộ phim Tiếng gọi nơi hoang dã năm 1934. Khi bộ phim làm hậu kì, Young xin nghỉ phép dài hạn và di châu Âu để che giấu việc mình đã mang thai. Vài tháng sau, bà quay trở lại California và sinh con ở Venice. 19 tháng sau khi sinh, Loretta lại công khai nhận Judy làm con nuôi.
Theo Lewis, Gable đã từng đến nhà bà, nhưng không nhận bà là con. Trong khi cả Gable và Young đều không thừa nhận đứa con không cha này, sự thật này có vẻ lại như ai cũng biết trong cuốn hồi ký của Lewis Uncommon Knowledge, bà viết rằng bà vô cùng bàng hoàng khi biết được điều này qua những đứa trẻ khác ở trường. Loretta Young không bao giờ công nhận điều đó, điều mà bà nói là sẽ giống như thừa nhận một "tội lỗi có thể tha thứ". Tuy nhiên, bà cũng chấp nhận cho tác giả cuốn sách viết điều này với điều kiện là chỉ được xuất bản sau khi bà qua đời.
Ngày 20 tháng 3 năm 1961, Kay Gable sinh đứa con trai của Gable, John Clark Gable, 4 tháng sau cái chết của ông.

### Cái chết
Gable qua đời tại Los Angeles, California vào ngày 16 tháng 11 năm 1960 do đột quỵ, mười ngày sau ca phẫu thuật tim. Có nhiều khả năng sức khỏe của Gable bị suy nhược đi nhiều khi diễn vai chính trong The Misfits, dẫn đến đột tử ngay sau khi bộ phim hoàn thành.
Trong một buổi phỏng vấn với Louella Parsons sau cái chết của Gable, Kay Gable đã nói "Không phải là sự tổn thương thể chất đã giết ông. Đó là tình trạng căng thẳng, chờ đợi, chờ đợi và chờ đợi không ngừng. Ông ấy phải chờ đợi tất cả mọi người. Ông nóng giận đến mức đi lại và làm bất cứ điều gì để luôn bận rộn."  Monroe nói rằng cô và Kay trở nên thân nhau lúc làm phim và gọi Clark là "người đàn ông của chúng ta" .
Nhiều người suy đoán nguyên nhân cái chết của Gable là do chế độ ăn kiêng trước khi bộ phim bắt đầu. Cao 1m85, Gable nặng khoảng 86.2 kg tại thời điểm quay Cuốn theo chiều gió, nhưng đến cuối thập niên 50s ông đã tăng đến 104.3 kg. Để nhập vai trong The Misfits, ông phải giảm xuống 195 lbs (88 kg). Thêm vào đó, sức khoẻ Gable suy giảm đáng kể vì hút thuốc trong nhiều năm (3 gói thuốc một ngày suốt 30 năm, cũng như xì gà và lá thuốc). Đến cuối thập niên 50s ông lại thường xuyên uống rượu, đặc biệt là whisky.
Gable được mai táng tại Forest Lawn Memorial Park ở Glendale, California ngay bên cạnh mộ phần của Carole Lombard.
Doris Day nhận xét về đời tư của Gable, "Ông nam tính như bất kì người đàn ông nào tôi từng biết, từ một cậu bé cho đến một tráng niên - chính sự kết hợp này khiến ông trở thành sát thủ với nữ giới" 
Robert Taylor ca ngợi Gable "là anh chàng vĩ đại, vĩ đại và chắc chắn là một trong những ngôi sao vĩ đại nhất mọi thời đại, nếu không phải là vĩ đại nhất. Tôi nghĩ tôi thực sự nghi ngại rằng liệu còn có thể ai nữa như Clark Gable. Anh ta là duy nhất."

## Các phim tham gia
| Năm  | STT | Tên phim           |
| ---- | --- | ------------------ |
| 1924 | 1   | White Man          |
| 1924 | 2   | Forbidden Paradise |
| 1925 | 3   | The Pacemakers     |
| 1925 | 4   | Declassée          |
| 1925 | 5   | The Merry Kiddo    |

| Năm  | STT | Tên phim           |
| ---- | --- | ------------------ |
| 1925 | 6   | What Price Gloria? |
| 1925 | 7   | The Merry Widow    |
| 1925 | 8   | The Plastic Age    |
| 1925 | 9   | North Star         |

| Năm  | STT | Tên phim                      |
| ---- | --- | ----------------------------- |
| 1925 | 10  | Ben-Hur: Chuyện Đức chúa trời |
| 1926 | 11  | The Johnstown Flood           |
| 1926 | 12  | One Minute to Play            |
| 1930 | 13  | Du Barry, Woman of Passion    |

| Năm  | STT | Tên phim                        | Vai diễn                        | Nữ chính            | Đạo diễn            | Các diễn viên khác, chú thích |
| ---- | --- | ------------------------------- | ------------------------------- | ------------------- | ------------------- | --- |
| 1931 | 1   | The Painted Desert              | Rance Brett                     | Helen Twelvetrees   | Howard Higgin       | Sản xuất Pathé. Với William Boyd, William Farnum, J. Farrell MacDonald. |
| 1931 | 2   | The Easiest Way                 | Nick Feliki, Laundryman         | Anita Page          | Jack Conway         | với Constance Bennett, Adolphe Menjou, Robert Montgomery. |
| 1931 | 3   | Dance, Fools, Dance             | Jake Luva                       | Joan Crawford       | Harry Beaumont      | với Cliff Edwards. Phim đầu tiên trong 8 phim Gable xuất hiện cùng Joan Crawford. |
| 1931 | 4   | The Finger Points               | Louis J. Blanco                 | Fay Wray            | John Francis Dillon | với Richard Barthelmess, Regis Toomey. |
| 1931 | 5   | The Secret Six                  | Carl Luckner                    | Jean Harlow         | George W. Hill      | Với Wallace Beery, Johnny Mack Brown. Phim đầu tiên trong 6 phim Gable đóng cùng Jean Harlow. |
| 1931 | 6   | Laughing Sinners                | Carl Loomis                     | Joan Crawford       | Harry Beaumont      | Với Neil Hamilton. |
| 1931 | 7   | A Free Soul                     | Ace Wilfong, Gangster Defendant | Norma Shearer       | Clarence Brown      | Với Leslie Howard, Lionel Barrymore. |
| 1931 | 8   | Night Nurse                     | Nick, the Chauffeur             | Barbara Stanwyck    | William A. Wellman  | Sản xuất Warner Bros.. Với Ben Lyon, Joan Blondell. |
| 1931 | 9   | Sporting Blood                  | Warren "Rid" Riddell            | Madge Evans         | Charles Brabin      | Vai chính đầu tiên của Gable. |
| 1931 | 10  | Susan Lenox (Her Fall and Rise) | Rodney Spencer                  | Greta Garbo         | Robert Z. Leonard   | Với Jean Hersholt, Alan Hale. |
| 1931 | 11  | Possessed                       | Mark Whitney                    | Joan Crawford       | Clarence Brown      | Với Wallace Ford, Marjorie White. |
| 1931 | 12  | Hell Divers                     | CPO Steve Nelson                | Dorothy Jordan      | George Hill         | Với Wallace Beery, Conrad Nagel. |
| 1932 | 13  | Polly of the Circus             | Reverend John Hartley           | Marion Davies       | Afred Santell       | Với C. Aubrey Smith. |
| 1932 | 14  | Red Dust                        | Dennis Carson                   | Jean Harlow         | Victor Fleming      | với Gene Raymond, Donald Crisp. |
| 1932 | 14  | Red Dust                        | Dennis Carson                   | Mary Astor          | Victor Fleming      | với Gene Raymond, Donald Crisp. |
| 1932 | 15  | Strange Interlude               | Dr. Ned Darrell                 | Norma Shearer       | Robert Z. Leonard.  | |
| 1932 | 16  | No Man of Her Own               | Babe Stewart                    | Carole Lombard      | Wesley Ruggles      | Sản xuất Paramount Picture. Phim duy nhất Gable đóng cùng Lombard. |
| 1933 | 17  | The White Sister                | Giovanni Severi                 | Helen Hayes         | Victor Fleming      | Với Louis Stone |
| 1933 | 18  | Hold Your Man                   | Eddie Hall                      | Jean Harlow         | Sam Wood            | Với Stuart Erwin. |
| 1933 | 19  | Night Flight                    | Jules                           | Helen Hayes         | Clarence Brown      | Với John Barrymore, Lionel Barrymore, Robert Montgomery, Myrna Loy. |
| 1933 | 20  | Dancing Lady                    | Patch Gallagher                 | Joan Crawford       | Robert Z. Leonard   | Với Franchot Tone, Robert Benchley, Fred Astaire, Nelson Eddy, và Three Stooges. |
| 1934 | 21  | It Happened One Night           | Peter Warne                     | Claudette Colbert   | Frank Capra         | Sản xuất Columbia Picture. Với Walter Connolly, Alan Hale. Được xem như một trong những phim hài lãng mạn xuất sắc nhất mọi thời đại. Gable và Colbert giành được một giải Oscar. |
| 1934 | 22  | Men in White                    | Dr. George Ferguson             | Myrna Loy           | Richard Boleslavsky | Với Jean Hersholt, Otto Kruger. |
| 1934 | 22  | Men in White                    | Dr. George Ferguson             | Elizabeth Allan     | Richard Boleslavsky | Với Jean Hersholt, Otto Kruger. |
| 1934 | 23  | Manhattan Melodrama             | Edward J. "Blackie" Gallagher   | Myrna Loy           | W.S. Van Dyke       | Với William Powell. |
| 1934 | 24  | Chained                         | Michael "Mike" Bradley          | Joan Crawford       | Clarence Brown      | Với Otto Kruger, Stuart Erwin. |
| 1934 | 25  | Forsaking All Others            | Jeffrey "Jeff"/"Jeffy" Williams | Joan Crawford       | W.S. Van Dyke       | Với Robert Montgomery, Charles Butterworth, Billie Burke. |
| 1935 | 26  | After Office Hours              | James "Jim" Branch              | Constance Bennett   | Robert Z. Leonard   | Với Stuart Erwin, Billie Burke. |
| 1935 | 27  | Tiếng gọi nơi hoang dã          | Jack Thornton                   | Loretta Young       | William A. Wellman  | Sản xuất 20th Century, phát hành tại Mỹ United Artists. Với Jack Oakie, Reginald Owen. Chuyển thể từ tiểu thuyết của Jack London. |
| 1935 | 28  | China Seas                      | Captain Alan Gaskell            | Jean Harlow         | Tay Garnett         | Với Wallace Beery, Lewis Stone, C. Aubrey Smith, Robert Benchley. |
| 1935 | 28  | China Seas                      | Captain Alan Gaskell            | Rosalind Russell    | Tay Garnett         | Với Wallace Beery, Lewis Stone, C. Aubrey Smith, Robert Benchley. |
| 1935 | 29  | Mutiny on the Bounty            | Lt. Fletcher Christian          |                     | Frank Lloyd         | Với Charles Laughton, Franchot Tone, Donald Crisp, Henry Stephenson. Một trong những phim nổi tiếng nhất của Gable. Ông giành được một đề cử Oscar cho vai diễn này. Chuyển thể từ tiểu thuyết của Charles Nordhoff và James Norman Hall.                                                 |
| 1936 | 30  | Wife vs. Secretary              | Van Stanhope                    | Jean Harlow         | Clarence Brown      | Với May Robson, James Stewart. |
| 1936 | 30  | Wife vs. Secretary              | Van Stanhope                    | Myrna Loy           | Clarence Brown      | Với May Robson, James Stewart. |
| 1936 | 31  | San Francisco                   | Blackie Norton                  | Jeanette MacDonald  | W.S. Van Dyke       | Với Spencer Tracy, Jack Holt, Shirley Ross. |
| 1936 | 32  | Cain and Mabel                  | Larry Cain                      | Marion Davies       | Lloyd Bacon         | Phát hành bởi Warner Bros.. |
| 1936 | 33  | Love on the Run                 | Michael "Mike" Anthony          | Joan Crawford       | W.S. Van Dyke       | Với Franchot Tone, Reginald Owen. |
| 1937 | 34  | Parnell                         | Charles Stewart Parnell         | Myrna Loy           | John M. Stahl       | Với Edna May Oliver. Generally regarded as Gable's worst phim. |
| 1937 | 35  | Saratoga                        | Duke Bradley                    | Jean Harlow         | Jack Conway         | Với Lionel Barrymore, Frank Morgan. Phim cuối cùng của Gable với Harlow. |
| 1938 | 36  | Test Pilot                      | Jim Lane                        | Myrna Loy           | Victor Fleming      | Với Spencer Tracy, Lionel Barrymore. |
| 1938 | 37  | Too Hot to Handle               | Christopher "Chris" Hunter      | Myrna Loy           | Jack Conway         | Với Walter Connolly, Walter Pidgeon. Gable's last phim với Loy. |
| 1939 | 38  | Idiot's Delight                 | Harry Van                       | Norma Shearer       | Clarence Brown      | Chuyển thể từ vở kịch của Robert Sherwood. |
| 1939 | 39  | Cuốn theo chiều gió             | Rhett Butler                    | Vivien Leigh        | Victor Fleming      | Đồng sản xuất Selznick-International và MGM. Phim màu. Với Leslie Howard, Thomas Mitchell, Hattie McDaniel. Chuyển thể từ tiểu thuyết của Margaret Mitchell. Một trong những bộ phim kinh điển của điện ảnh thế giới. Gable nhận được 1 đề cử Oscar cho vai diễn nổi tiếng nhất của mình. |
| 1939 | 39  | Cuốn theo chiều gió             | Rhett Butler                    | Olivia de Havilland | Victor Fleming      | Đồng sản xuất Selznick-International và MGM. Phim màu. Với Leslie Howard, Thomas Mitchell, Hattie McDaniel. Chuyển thể từ tiểu thuyết của Margaret Mitchell. Một trong những bộ phim kinh điển của điện ảnh thế giới. Gable nhận được 1 đề cử Oscar cho vai diễn nổi tiếng nhất của mình. |

| Năm  | STT | Tên phim                | Vai diễn                         | Nữ chính          | Đạo diễn       | Các diễn viên khác, chú thích                                                                                            |
| ---- | --- | ----------------------- | -------------------------------- | ----------------- | -------------- | --- |
| 1940 | 40  | Strange Cargo           | André Verne                      | Joan Crawford     | Frank Borzage  | Với Ian Hunter, Peter Lorre, Paul Lukas. Bộ phim cuối cùng của Gable đóng cùng Crawford.                                 |
| 1940 | 41  | Boom Town               | Big John McMasters               | Claudette Colbert | Jack Conway    | Với Spencer Tracy, Frank Morgan, Lionel Atwill.                                                                          |
| 1940 | 41  | Boom Town               | Big John McMasters               | Hedy Lamarr       | Jack Conway    | Với Spencer Tracy, Frank Morgan, Lionel Atwill.                                                                          |
| 1940 | 42  | Comrade X               | McKinley B. "Mac" Thompson       | Hedy Lamarr       | King Vidor     | Với Oscar Homolka. |
| 1941 | 43  | They Met in Bombay      | Gerald Meldrick                  | Rosalind Russell  | Clarence Brown | Với Peter Lorre, Reginald Owen.                                                                                          |
| 1941 | 44  | Honky Tonk              | "Candy" Johnson                  | Lana Turner       | Jack Conway    | Với Frank Morgan, Marjorie Main, Albert Dekker. Bộ phim đầu tiên của Gable với Turner.                                   |
| 1941 | 44  | Honky Tonk              | "Candy" Johnson                  | Claire Trevor     | Jack Conway    | Với Frank Morgan, Marjorie Main, Albert Dekker. Bộ phim đầu tiên của Gable với Turner.                                   |
| 1944 | 45  | Somewhere I'll Find You | Jonathan "Jonny" Davis           | Lana Turner       | Wesley Ruggles | Với Robert Sterling, Reginald Owen. Bộ phim cuối cùng của Gable trước khi gia nhập Không quân Hoa Kỳ trong Thế chiến II. |
| 1945 | 46  | Adventure               | Harry Patterson                  | Greer Garson      | Victor Fleming | Với Joan Blondell và Thomas Mitchell. Bộ phim đầu tiên của Gable sau thế chiến II.                                       |
| 1947 | 47  | The Hucksters           | Victor Albee Norman              | Deborah Kerr      | Jack Conway    | Với Sydney Greenstreet, Adolphe Menjou, Keenan Wynn, Edward Arnold.                                                      |
| 1947 | 47  | The Hucksters           | Victor Albee Norman              | Ava Gardner       | Jack Conway    | Với Sydney Greenstreet, Adolphe Menjou, Keenan Wynn, Edward Arnold.                                                      |
| 1948 | 48  | Homecoming              | Col. Ulysses Delby "Lee" Johnson | Lana Turner       | Mervyn LeRoy   | Với John Hodiak. |
| 1948 | 48  | Homecoming              | Col. Ulysses Delby "Lee" Johnson | Anne Baxter       | Mervyn LeRoy   | Với John Hodiak. |
| 1948 | 49  | Command Decision        | Brig. Gen. K.C. 'Casey' Dennis   | _                 | Sam Wood       | Với Walter Pidgeon, Van Johnson, Brian Donlevy, Charles Bickford, John Hodiak, Edward Arnold, Marshall Thompson.         |
| 1949 | 50  | Any Number Can Play     | Charley Enley Kyng               | Alexis Smith      | Mervyn LeRoy   | Với Wendell Corey,Audrey Totter, Frank Morgan.                                                                           |

| Năm  | STT | Tên phim                 | Vai diễn                      | Nữ chính            | Đạo diễn            | Các diễn viên khác, chú thích |              |
| ---- | --- | ------------------------ | ----------------------------- | ------------------- | ------------------- | --- | ------------ |
| 1950 | 51  | Key to the City          | Steve Fisk                    | Loretta Young       | George Sidney       | Với Frank Morgan, James Gleason, Marilyn Maxwell, và Raymond Burr.                                                                    |              |
| 1950 | 52  | To Please a Lady         | Mike Brannan                  | Barbara Stanwyck    | Clarence Brown      | Với Adolphe Menjou, Will Geer, Roland Winters.                                                                                        |              |
| 1951 | 53  | Across the Wide Missouri | Flint Mitchell                | María Elena Marqués | William Wellman     | Phim màu. Với John Hodiak, Ricardo Montalban, Adolphe Menjou, Jack Holt.                                                              |              |
| 1951 | 54  | Callaway Went Thataway   | Himself                       | _                   | Norman Panama       | Với Fred MacMurray, Dorothy McGuire, Howard Keel. Gable, Esther Williams, và Elizabeth Taylor đóng vai trò khách mời.                 |              |
| 1951 | 54  | Callaway Went Thataway   | Himself                       | _                   | Melvin Frank        | Với Fred MacMurray, Dorothy McGuire, Howard Keel. Gable, Esther Williams, và Elizabeth Taylor đóng vai trò khách mời.                 |              |
| 1952 | 55  | Lone Star                | Devereaux Burke               | Ava Gardner         | Vincent Sherman     | Với Broderick Crawford. |              |
| 1953 | 56  | Never Let Me Go          | Philip Sutherland             | Gene Tierney        | Delmer Daves        | Với Richard Haydn. |              |
| 1953 | 57  | Mogambo                  | Victor Marswell               | Ava Gardner         | John Ford           | Phim màu quay tại Châu Phi. Với Donald Sinden.                                                                                        |              |
| 1953 | 57  | Mogambo                  | Victor Marswell               | Grace Kelly         | John Ford           | Phim màu quay tại Châu Phi. Với Donald Sinden.                                                                                        |              |
| 1954 | 58  | Betrayed                 | Col. Pieter Deventer          | Lana Turner         | Gottfried Reinhardt | Với Victor Mature, Louis Calhern. Bộ phim cuối cùng của Gable trong hợp đồng với MGM.                                                 |              |
| 1955 | 59  | Soldier of Fortune       | Hank Lee                      | Susan Hayward       | Edward Dmytryk      | Sản xuất 20th Century-Fox. Với Michael Rennie, Gene Barry. Phim màn ảnh rộng và màu cao cấp. Bộ phim màn ảnh rộng đầu tiên của Gable. |              |
| 1955 | 60  | The Tall Men             | Colonel Ben Allison           | Jane Russell        | Raoul Walsh         | Sản xuất 20th Century-Fox. Với Robert Ryan, Cameron Mitchell. Phim màn ảnh rộng và màu cao cấp.                                       |              |
| 1956 | 61  | The King and Four Queens | Dan Kehoe                     | Eleanor Parker      | Raoul Walsh         | Sản xuất Russ-Feild-Gabco. Với Jo Van Fleet, Jean Willes, Barbara Nichols.                                                            |              |
| 1957 | 62  | Band of Angels           | Hamish Bond                   | Yvonne de Carlo     | Raoul Walsh         | Sản xuất Warner Bros.. Với Sidney Poitier, Efrem Zimbalist, Jr., Patric Knowles.                                                      |              |
| 1958 | 63  | Run Silent Run Deep      | Cmdr. "Rich" Richardson       | Mary LaRoche        | Robert Wise         | Sản xuất Hecht-Hill-Lancaster. Với Burt Lancaster, Jack Warden, Don Rickles.                                                          |              |
| 1958 | 64  | Teacher's Pet            | James Gannon/James Gallangher | Doris Day           | George Seaton       | Sản xuất Paramount. Với Gig Young, Mamie Van Doren, Nick Adams.                                                                       |              |
| 1959 | 65  | But Not for Me           | Russell "Russ" Ward           | Carroll Baker       | Walter Lang         | Sản xuất Paramount. Với Lee J. Cobb.                                                                                                  | Lilli Palmer |

| Năm  | STT | Tên phim             | Vai diễn              | Nữ chính       | Đạo diễn           | Các diễn viên khác, chú thích |
| ---- | --- | -------------------- | --------------------- | -------------- | ------------------ | --- |
| 1960 | 66  | It Started in Naples | Michael Hamilton      | Sophia Loren   | Melville Shavelson | Sản xuất Paramount. Với Vittorio De Sica. |
| 1961 | 67  | The Misfits          | Gaylord "Gay" Langdon | Marilyn Monroe | John Huston        | Sản xuất Seven Arts-John Huston. Với Montgomery Clift, Thelma Ritter, Eli Wallach. Bộ phim cuối cùng của Gable, phát hành trước khi ông chết. |

| Năm  | STT | Tên phim                                                                                 |      | Năm | STT                                    | Tên phim |
| ---- | --- | ---------------------------------------------------------------------------------------- | ---- | --- | -------------------------------------- | -------- |
| 1931 | 1   | The Christmas Party                                                                      | 1939 | 10  | Screen Snapshots: Stars on Horseback   |          |
| 1931 | 2   | Jackie Cooper's Birthday Party                                                           | 1939 | 11  | Hollywood Hobbies                      |          |
| 1932 | 3   | Screen Snapshots                                                                         | 1940 | 12  | Northward, Ho!                         |          |
| 1933 | 4   | Hollywood on Parade No. 9                                                                | 1941 | 13  | You Can't Fool a Camera                |          |
| 1935 | 5   | Hollywood Hobbies                                                                        | 1943 | 14  | Show Business at War                   |          |
| 1935 | 6   | Starlit Days at the Lido                                                                 | 1943 | 15  | Wings Up                               |          |
| 1937 | 7   | Hollywood Party                                                                          | 1943 | 16  | Screen Snapshots: Hollywood in Uniform |          |
| 1937 | 8   | The Candid Camera Story (Very Candid of the Metro-Goldwyn-Mayer Pictures 1937 Convention | 1950 | 17  | Screen Actors                          |          |
| 1938 | 9   | Hollywood Goes to Town                                                                   |      |     |                                        |          |

### Tư liệu
- Bret, David (2007-09-10). Clark Gable: Tormented Star. New York: Carroll & Graf Publishers. ISBN 0-7867-2093-X.
- Harris, Warren G. (2002). Clark Gable: A Biography. New York: Harmony. ISBN 0-609-60495-3.
- Lewis, Judy. Uncommon Knowledge (book by Gable's daughter with Loretta Young). (Pocket Books/Simon & Schuster 1994), ISBN 0-671-70019-7
- Spicer, Chrystopher (2002). Clark Gable: Biography, Filmography, Bibliography. Jefferson, North Carolina: McFarland & Company. ISBN 0-7864-1124-4.
- Clark Gable in the 8th Air Force, Air Power History, Spring 1999